# Dorstenia paucibracteata
Dorstenia paucibracteata là một loài thực vật có hoa trong họ Moraceae. Loài này được De Wild. mô tả khoa học đầu tiên năm 1932.